# Amina J. Mohammed
Amina J. Mohammed (Gombe, 27 de junio de 1961) es una especialista nigeriana en desarrollo y medioambiente con experiencia desde hace más de 30 años en el sector público y privado. Fue consejera especial de Ban Ki-moon para planificación de desarrollo y ministra de Medio Ambiente en Nigeria. Juró su cargo como vicesecretaria general de Naciones Unidas el 28 de febrero de 2017.

## Biografía
Amina Mohammed nació en el Estado de Gombe, al noreste del Nigeria, en 1961. Su madre es británica y su padre es nigeriano. Tiene seis hijos.
Entre 1981 y 1991, trabajó para la empresa Archcon Nigeria, una sociedad de ingeniería. En 1991, fundó el consorcio Afri-Proyectos, una firma multidisciplinaria de ingenieras y topógrafos, y de 1991 a 2001, fue su directora general.

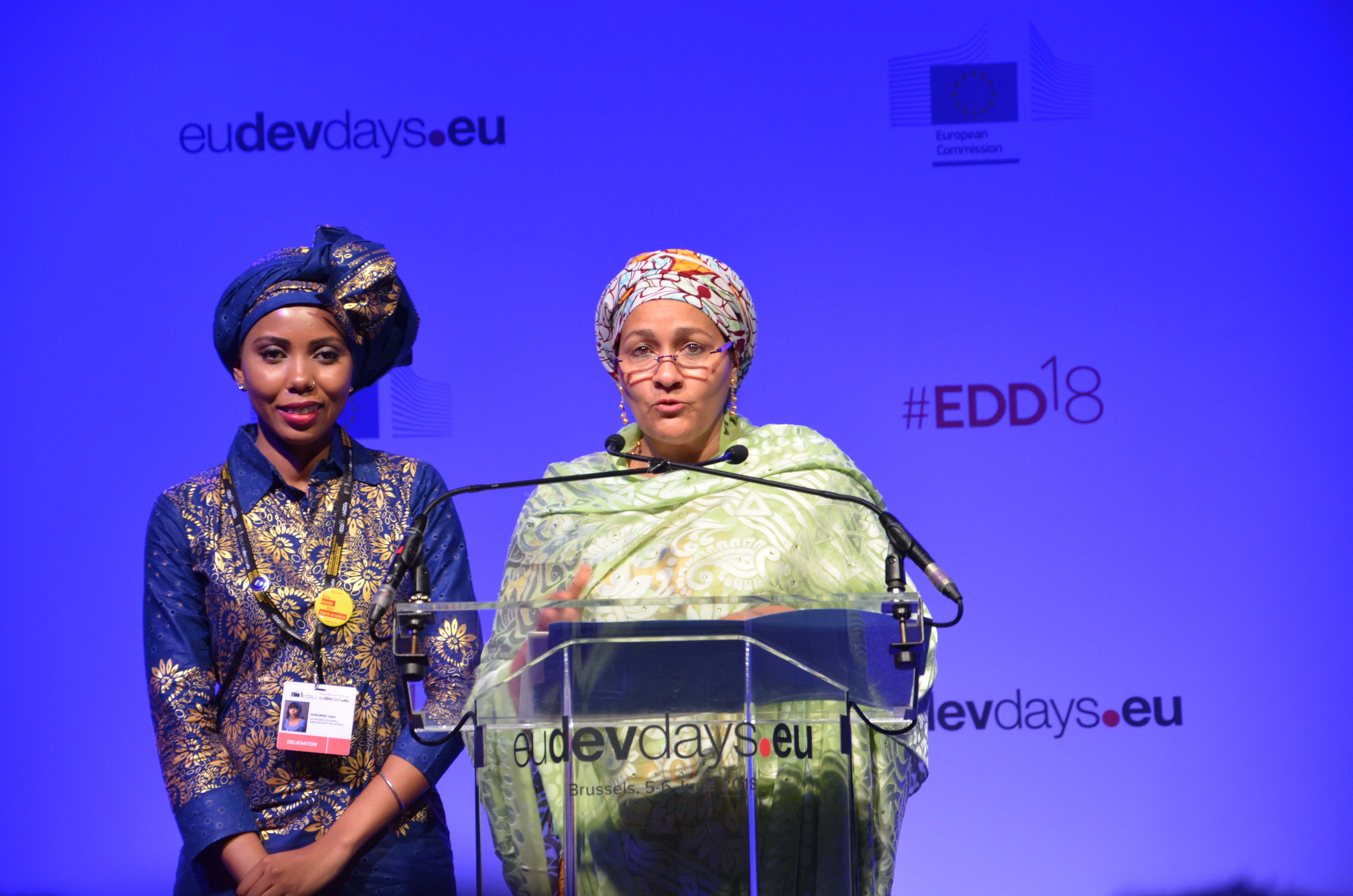
Visita de Mohammed a Bruselas EDD18, 5-6 de junio de 2018 con Jaha Dukureh en las Jornadas Europeas del Desarrollo 18.

A partir de 2002, trabajó como consejera principal en el equipo del presidente de Nigeria sobre los objetivos del milenio para el desarrollo, en el seno del grupo de trabajo sobre igualdad de género y educación de 2002 a 2005 y posteriormente en la planificación y el desarrollo de proyectos del gobierno para reducir la pobreza en el país, y sobre la reducción de la deuda. Durante esa etapa trabajó con 3 presidentes: Olusegun Obasanjo, Umaru Yar'Adua y Goodluck Jonathan. Posteriormente fundó y dirigió el think thank Center for Development Policy Solutions, y trabajó como profesora adjunta en la Universidad de Columbia. 
El 7 de junio de 2012, fue nombrada consejera especial del secretario general de los Naciones Unidas Ban Ki-moon.
El 11 de noviembre de 2015 fue nombrada ministra de medio ambiente de Nigeria por el presidente nigériano Muhammadu Buhari. Forma parte de numerosos comités consultivos internacionales y organismos, tales como la Fundación Bill y Melinda Gates o el Water Supply and Sanitation Collaborative Council, que ella preside y relacionado con Naciones Unidas.
El 15 de diciembre de 2016 el nuevo secretario general de los Naciones Unidas, António Guterres, anunció su elección como vicesecretaria general convirtiéndose en la número 2 de esta institución, sucediendo al diplomático sueco Jan Eliasson. Guterres eligió a otras dos mujeres como pilares de su equipo: la brasileña Maria Luiza Ribeiro Viotti como jefa de gabinete y la coreana Kyung-wha Kang como asesora especial para asuntos políticos.